# 天苑增十四
波江座17，又名BD-05 674，HD 21790、SAO 130528、HR 1070，是波江座的一颗恒星，视星等为4.73，位于銀經189.96，銀緯-46.18，其B1900.0坐标为赤經3h 25m 39.3s，赤緯-5° -46.18′ 5″。